# Stadlauer Ostbahnbrücke

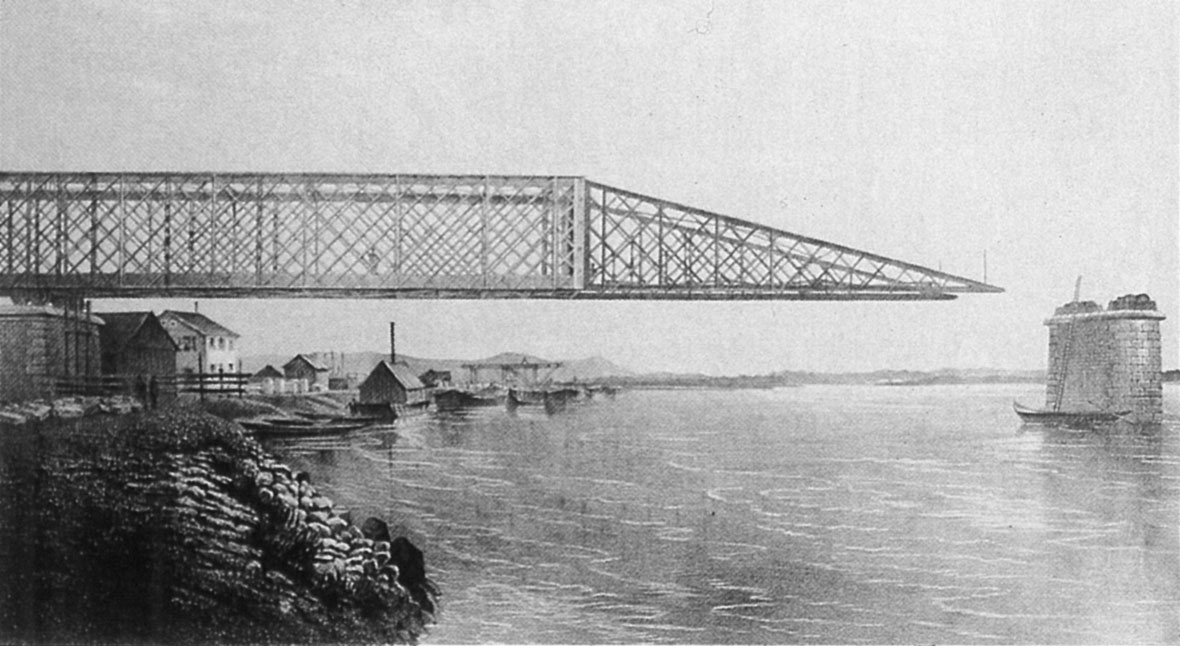
Erste Stadlauer Ostbahnbrücke in Bau. Es ist der Vorbauschnabel für das Einschieben der Brücke zu sehen.

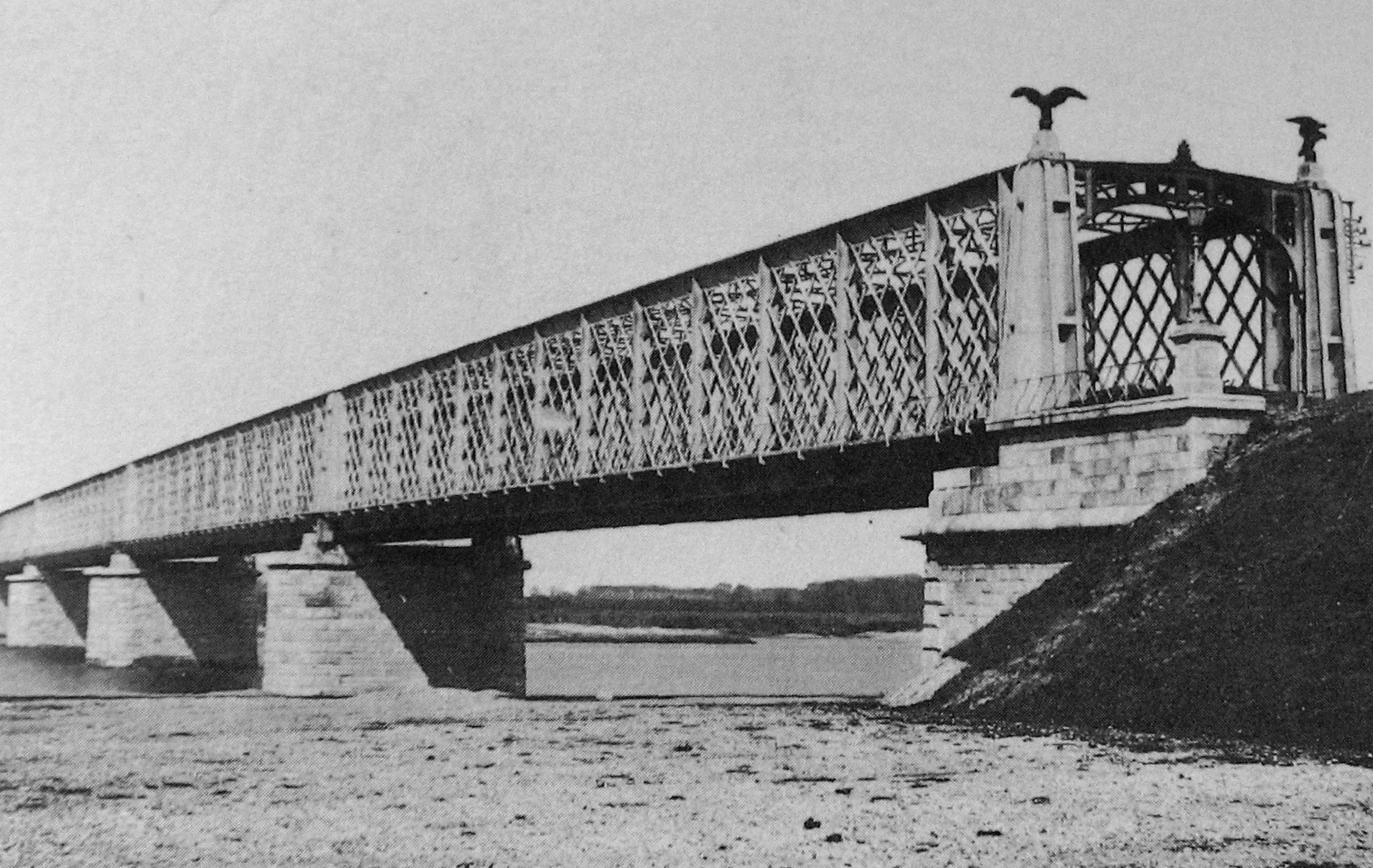
Stadlauer Staatsbahnbrücke im Jahr 1875

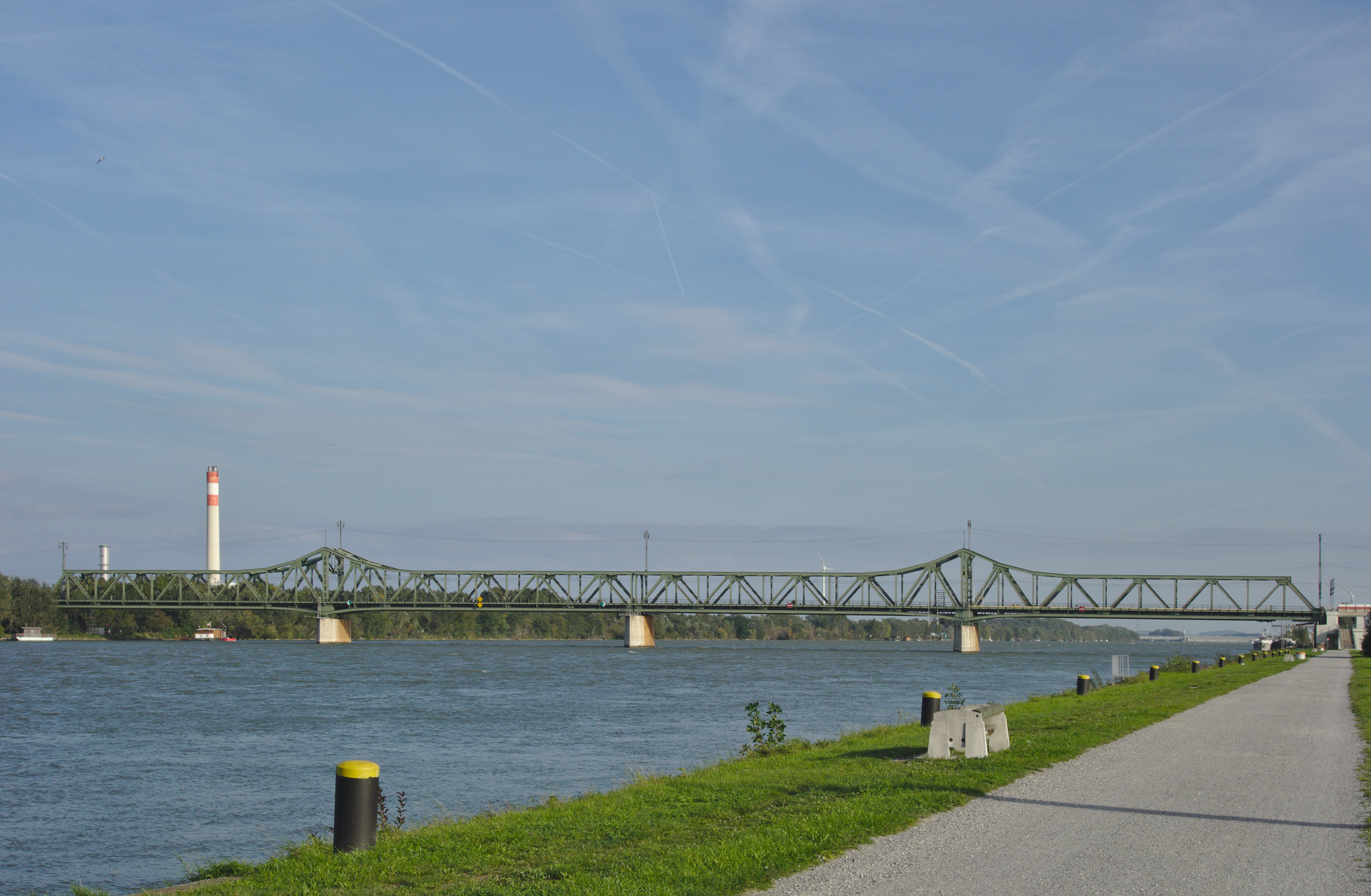
Stadlauer Ostbahnbrücke Querung der Donau

Die Stadlauer Ostbahnbrücke, ugs. auch Stadlauer Brücke, ist eine Eisenbahnbrücke in Wien. Sie verbindet die Bezirke Leopoldstadt und Donaustadt und überquert dabei die Donau, Donauinsel und Neue Donau. Sie ist die am längsten bestehende Donaubrücke in Wien.

## Geschichte

### 1868–1931
Zusätzlich zu der seit 1837/1838 bestehenden Kaiser-Ferdinands-Nordbahnbrücke wurde 1866 eine östlich dazu gelegene, eingleisige Eisenbahnbrücke über die Donau genehmigt.
Da über die kommende Wiener Donauregulierung noch zahlreiche Unklarheiten herrschten, zum Beispiel die Breite des Flussbetts und des Inundationsgebiets, wurde beschlossen, nur eine fünffeldrige Strombrücke mit einer Gesamtlänge von 398 Metern und eine Inundationsbrücke mit 10 Öffnungen (9 Steinpfeiler) und weiteren 360 Metern Länge zu errichten. Bis zur endgültigen Klärung der noch fraglichen Punkte sollten ergänzende Holzprovisorien den Verkehr über die Brücke ermöglichen. Das Tragwerk der Strombrücke bestand aus fünf Parallelfachwerken aus Schweißeisen mit neunfachem Netzwerk mit einer lichten Weite von je 75,9 m.
Durch diese Vorgehensweise kam es nach der Fertigstellung der Stadlauer Ostbahnbrücke und der Donauregulierung zu dem Umstand, dass das letzte Stromfeld bereits über dem Vorland zu liegen kam. Die Flutbrücke über das Überschwemmungsgebiet wurde schließlich als zehnfeldriges Tragwerk mit einer Feldlänge von etwa 32 Meter Spannweite erbaut.
Den Auftrag zur Errichtung der insgesamt 758 Meter langen Brückenkonstruktion erhielten die französischen Firmen Schneider & Comp. und Castor & Comp. Die Leitung des Baues hatte der StEG-Generalbaudirektor Carl von Ruppert inne, sein Sohn Carl von Ruppert jun. wirkte als Assistent mit. Als Praktikant arbeitete an dem Projekt ferner der später in Ungarn tätige Brückenbauer János Feketeházy, der dort später zahlreiche Brücken planen sollte.
Zunächst wurden die Eisenträger der ersten drei Brückenfelder am rechten Ufer zusammengebaut und anschließend mittels Rollen und Flaschenzügen mit Menschenkraft vorgeschoben. Bei einer 512-fachen Übersetzung betrug der Vorschub ungefähr vier Meter pro Stunde. Das Durchhängen des Brückenendes wurde durch einen nach oben gebogenen Schnabel mit 31,46 Metern Länge ausgeglichen, so dass die Brücke auf dem jeweils nächsten Brückenpfeiler zu liegen kommen musste.
Mit den Arbeiten für den Einschub der Brücke wurde am 2. Mai 1870 begonnen. Am 4. Mai erreichte der Schnabel den ersten Brückenpfeiler. Wegen einer Beschädigung dieses Schnabels musste allerdings die Brücke ab dem 7. Mai wieder zurückgezogen werden. Nach der zwischen 8. und 13. Mai erfolgten Ausbesserung und Verstärkung dieser Hilfskonstruktion konnte am 14. Mai wieder mit dem Vorschub begonnen werden. Nach einem Rasttag am 19. Mai wurde die Brücke am 20. Mai anlässlich eines Besuches durch Kaiser Franz Joseph I. das letzte fehlende Stück vorwärtsbewegt, so dass sie auf dem zweiten Strompfeiler auflag. Anschließend wurden die Einschubarbeiten vorübergehend eingestellt, um die noch fehlenden beiden Brückenfelder montieren zu können.
Zwischen 17. August und 6. September 1870 wurde die Brücke schließlich zur Gänze eingeschoben. Nachdem alle Montagearbeiten an der Strom- und der Inundationbrücke fertiggestellt waren, begann am 7. November 1870 unter dem Einsatz von 32 Lokomotiven (angeführt von der 1000. Lokomotive der StEG) die kommissionelle Erprobung der neuen Brücke. Die erste Stadlauer Ostbahnbrücke, damals noch unter dem Namen Stadlauer Staatsbahnbrücke, war damit fertiggestellt. Der Bau hatte rund 2,5 Millionen Gulden ö.w. gekostet.
Am 24. November 1870 wurde sie feierlich eröffnet.

### Seit 1931
Das steigende Gewicht der Eisenbahnzüge und eine einsetzende Strukturveränderung des verwendeten Schweißeisens, die eine Neigung zur Kaltbrüchigkeit mit sich brachte, machten den Brückenneubau notwendig.
Sowohl der Entwurf der neuen Brücke als auch die Ausführung der Stahlbauarbeiten stammen von Waagner Biro. Die neue Stadlauer Ostbahnbrücke wurde seitlich der bestehenden Brücke errichtet und anschließend eingeschoben. Die Arbeiten waren 1932 abgeschlossen.
Im März 1945 rückten russische Truppen auf Wien vor. Adolf Hitler verbot am 1. April 1945 jegliche Brückensprengungen in der Ostmark und befahl: „Wer in der Ostmark zurückgeht, wird erschossen!“. General der Infanterie Krebs, der neue Generalstabschef, unterrichtete am späten Abend den Oberbefehlshaber der Heeresgruppe Süd (Otto Wöhler; am 6. April von Lothar Rendulic abgelöst) über diese Befehle.
General Rudolf von Bünau war Kampfkommandant von Wien. Wahrscheinlich war er es, der am Abend des 6. April die Stadlauer Ostbahnbrücke sprengen ließ, offenbar um ein rasches Vorpreschen des XX. Garde-Schützenkorps über die Donau in letzter Minute zu verhindern.
Am 9. April 1945 ließ von Bünau auch die Donau-Eisenbahnbrücke der Nordwestbahn sprengen. Unmittelbar danach ließ er die Nordbahnbrücke sprengen, weil sie für eigene Zwecke nicht mehr erforderlich war und man die dort eingesetzten Pioniereinheiten andernorts dringend benötigte. Damit gab es in Wien nur noch die Reichsbrücke und die Floridsdorfer Brücke.
Die schwer beschädigte Stadlauer Ostbahnbrücke brauchte im Unterschied zu den anderen gesprengten Brücken nicht komplett neu errichtet werden, sondern konnte instand gesetzt werden. Die Ostbahnstrecke war für die Versorgung Wiens mit Getreide aus dem Marchfeld von großer Bedeutung. Nach Kriegsende wurden die Trümmer der zerstörten Wiener Donaubrücken geborgen, um die Donau wieder schiffbar zu machen.
Ende 1945 begann Waagner Biro mit der Instandsetzung der Ostbahnbrücke, wofür rund 900 Tonnen neuer Stahlkonstruktionen benötigt wurden.
Seit dem Einsturz der Reichsbrücke am 1. August 1976 ist die Ostbahnbrücke die älteste Donaubrücke Wiens.
1995 musste aus Anlass der Errichtung des Kraftwerks Freudenau die Stadlauer Ostbahnbrücke um 4,5 Meter angehoben werden, um die für den Schiffsverkehr notwendige Durchfahrtshöhe zu haben.